# Vughterstraat
De Vughterstraat is een straat in de binnenstad van 's-Hertogenbosch. De straat ligt in de wijk Vughterpoort. De straat loopt vanaf het Wilhelminaplein tot aan de Markt.
Tot 1947 was de Vughterstraat opgesplitst. Van de Kuipertjeswal tot aan het Wilhelminaplein heette het de Vughterdijk. De straat en bebouwing zijn tussen 1250 en 1352 ontstaan, hoewel er voor die periode ook al bebouwing te vinden was. In deze periode werd de eerste uitbreiding van de stad gerealiseerd. Pas in 1399 werd de Vughter Poort gebouwd, een onderdeel van de tweede ommuring van de stad.
In 1629 vond het Beleg van 's-Hertogenbosch plaats. Nadat op 11 september een bres was geslagen in het Bastion Vught, gingen de troepen van Frederik Hendrik van Oranje door de Vughterstraat naar het Stadhuis alwaar de capitulatie werd getekend. Een gevolg van de capitulatie was dat de katholieke gebouwen in 's-Hertogenbosch gesloten werden. Het katholieke geloof mocht niet meer vrijelijk beleefd worden. Wel waren er in de Hinthamerstraat en in de Vughterstaat veel schuilkerken, zoals 't Zwart Beerke. De schuilkerken werden tegen betaling gedoogd. De schuilkerken waren in de Vughterstaat bereikbaar door inpandige steegjes, die nog steeds bestaan. Een van de steegjes is te vinden langs de panden Vughterstraat 201 en Vughterstraat 203. De naam van dit steegje is Achter den Engel, vernoemd naar het pand wat er naast stond.
Aan het einde van de Vughterstraat op het huidige Wilhelminaplein stond de Pieckepoort of Vughterpoort. Het vormde de toegang tot de binnenstad vanuit Vught.